# لا بریلان
لا بریلان (به فرانسوی: La Brillanne) یک کمون (فرانسه) در فرانسه است که در canton of Peyruis واقع شده‌است. لا بریلان ۷٫۲۲ کیلومتر مربع مساحت دارد ۳۴۹ متر بالاتر از سطح دریا واقع شده‌است.